# Míssil balístic de llançament submarí
Un míssil balístic de llançament submarí (MBLS) és un míssil balístic dissenyat per poder ser llançat des d'un submarí de míssils balístics i altres naus de grans dimensions condicionades per aquesta finalitat.

Míssils balístics intercontinentals per submarins francesos M45 i M51.

A causa de la mobilitat i deslocalització que ofereixen aquests míssils (gràcies al fet de ser llançats i transportats per submarins amb capacitat per a 20 míssils balístics intercontinentals i armes de pols electromagnètic), solen ser catalogats com unes de les armes més perilloses que existeixen en l'actualitat.
Si bé els últims avenços en acústica han debilitat aquests submarins en facilitar-ne (relativament) la seva detecció, quan operen des de mars parcialment tancats de fàcil control pels seus armadors (com el Mar d'Okhotsk rus i el Carib nord-americà) o sota els gels polars constitueixen una amenaça pràcticament invencible.
A causa d'aquestes raons tenen una especial importància estratègica per assegurar la suma zero total o destrucció mútua assegurada que permet una fràgil pau en què ningú atacarà primer per por a represàlies.

## Tipus de míssils balístics intercontinentals per submarins per país
- Índia
  - Sagarika (en desenvolupament)
- França
  - M45 SLBM
  - M51 SLBM
  - M-4 SLBM
- Estats Units i  Regne Unit
  - Míssil Polaris
  - Míssil Poseidon
  - Míssil Trident
- Rússia
  - SS-N-4 "Sark", R-13
  - SS-N-5, R-21
  - SS-N-6 "Serb", R-27
  - SS-N-8 "Sawfly", R-29
  - SS-N-17 "Snipe", R-31
  - SS-N-18 "Stingray", R-29, RSM-50

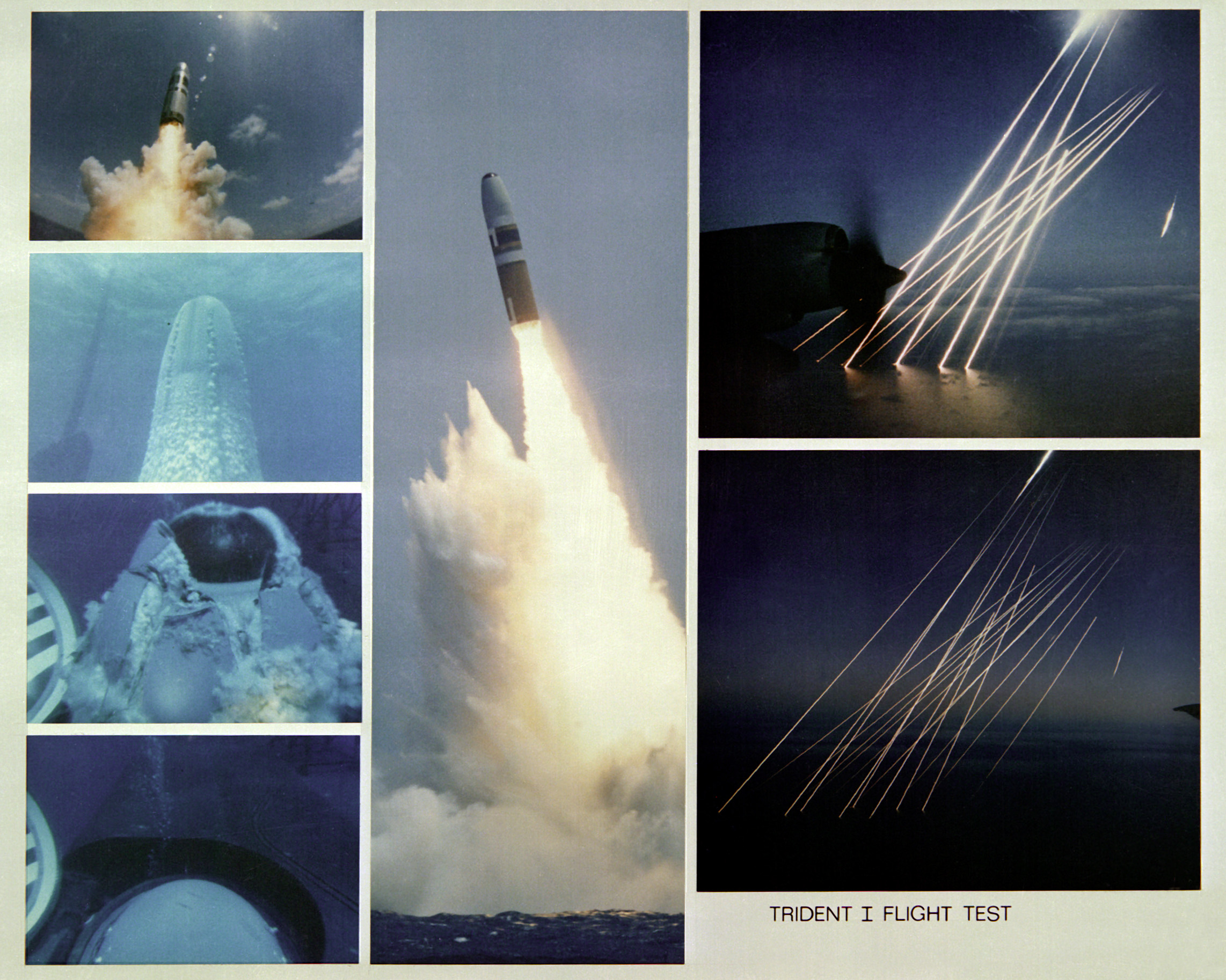
Llançament de míssils Trident.

  - SS-N-20, "Sturgeon", R-39, RSM-52
  - SS-N-23 "Skiff", R-29RM, RSM-54
  - R-30 Bulava, 3M30, SS-NX-30, RSM-56
- R.P. de la Xina
  - JL-1
  - JL-2

## Submarins estratègics
- Submarins Triomphant -  França
- Submarins Ohio -  Estats Units
- Submarins Xia -  R.P. de la Xina
- Submarins Vanguard -  Regne Unit
- Submarins classe Delta -  Rússia
- Submarins Projecte 941  Akula  (Typhoon) -  Rússia